# سانتا باولا (كاليفورنيا)
سانتا باولا (بالإنجليزية: Santa Paula )‏ هي إحدى مدن مقاطعة فينتورا، كاليفورنيا. تم إعطاءها لقب مدينة في 22 أبريل، 1902.

## أعلام
- سكوت هولمان
- جوى لانسينج
- إريك فليمنج
- لورا دياز
- داني فلوريس